# Harald Gille
Harald Gille (norsk: Harald IV Magnusson Gille, født ca. 1103, død 1136) var konge af Norge fra omkring 1130 til 1136.
Hans tilnavn "Gille" (Gillekrist) kommer af hans irske navn Gilchrist (Guds tjener). Efter gælisk tradition var han først gift med den irske Biadoc eller Bethoc, datter af Gilledomnan mac Solam, og fra ca 1134 med Ingerid Ragnvaldsdatter, født ca 1105 i Sverige.

## Biografi
Der ser ud til, at der var splittelse inden for det øverste norske aristokrati, allerede før Sigurd Jorsalfar døde. Ikke alle var tilfredse med at få Sigurds søn Magnus til konge. En irer ved navn Harald Gilchrist blev i 1120'erne hentet til Norge af lensmanden Hallkjell Huk. Man påstod, at Harald var søn af Magnus Barfod og en irsk kvinde, som for øvrigt var med for at vidne, men hvis navn i dag er ukendt. I Norge fik han navnet Harald Gille.
Kong Sigurd lod Harald bevise sit slægtskab ved gudsdom. Iølge tidens skik kunne man ikke nægte ham at bevise sin herkomst ved jernbyrd. Harald lod sig barbenet lede af to biskopper over ni (eller syv) glødende plovjern, og efter tre dage viste han sine ben frem, hele og uskadte. Derefter anerkendte Sigurd irlænderen som sin bror, men fik ham til at sværge ikke at kræve kongemagten i Norge, så længe han og sønnen Magnus var i live.
Harald Gille tog alligevel kongsnavn, da Sigurd Jorsalfar døde i 1130. I den begyndende borgerkrigstid overfaldt han kong Magnus den Blinde i 1135. Magnus blev fanget, kastreret og blindet – deraf tilnavnet. Harald blev selv i 1136 dræbt i Bergen af halvbroderen Sigurd Slembe, der også krævede tronen.

## Efterkommere
Gille var far til Øystein Haraldsson (ca 1125–1157), Sigurd Munn (1133–1155), Inge Krokrygg (1135–1161), Brigida Haraldsdatter (død efter 1202), Maria Haraldsdatter og Margret Haraldsdatter. Maria blev gift med Hallkjell Huks ene søn, Simon Skalp, og Margret med Huks anden søn, Jon Hallkjellsson. Mellem brødrene herskede stor uenighed, selv om de var gift med to søstre.
Ifølge Heimskringla og Morkinskinna var Brigida først gift med kong Inge Hallsteinsson af Sverige, senere med jarl Karl Sunesson, og dernæst med Magnus, der var søn af hendes stedmor Ingerid Ragnvaldsdatter og Henrik Skadelår. Brigidas fjerde og sidste ægteskab var med jarlen Birger Brosa. De fik syv børn: Filippus jarl, Knut jarl, Folke, Magnus, Ingegjerd (der blev gift med kong Sverker 2.), Kristin og Margret.  Brigidas mor opgives ikke i kilderne, men kan have været Tora Gudmundsdatter, kong Haralds Gilles frille gennem flere år og mor til kong Sigurd Munn. Selv var Brigida næppe født før efter 1130, og ialfald ikke før Harald kom til Norge i den sidste del af 1120'erne. Ægteskabet med kong Inge Hallsteinsson er kronologisk umuligt, da Inge senest døde omkring 1130, hvor Brigida knapt nok var født. Derimod kan det passe, at hun var den svenske jarl Karl Sunessons hustru, før hun mere sikkert blev gift med den danske kongeætling Magnus Henriksson, som gjorde krav på tronen i Sverige i 1150'erne og erobrede den i 1160. Efter Magnus' fald i 1161 blev Brigida så gift med jarlen Brosa, kong Knut Eriksson af Sveriges højre hånd. I sine påståede fire ægteskaber blev Brigida hver gang giftet væk til en svensk hersker. Når hun i modsætning til søstrene blev benyttet som en brik i et internationalt spil, kan det skyldes, at hun var mest afholdt. Forældre og formyndere forskelsbehandlede børnene i middelalderen, og det fik konsekvenser for deres ægteskaber. 